# Arctic (schip, 1850)
De SS Arctic was het derde schip van de New York & Liverpool United States' Mail Steamship Company oftewel de Collins Line en werd gebouwd in 1850.
Het was een schip van circa 2856 brt, oorspronkelijk 200 passagiers 1e klas, maar in 1851 werden 80 kooien 2e klas toegevoegd. In 1852 kreeg het schip de Blauwe wimpel in handen door tussen 7 februari en 17 februari in 9 dagen 17 uur 15 min van New York naar Liverpool te varen met een gemiddelde vaart van 13,06 knopen.
Het schip zonk op 27 september 1854, in dichte mist nabij Cape Race na een aanvaring met een Franse stoomboot, de SS Vesta. Daarbij verloren 322 van de 368 mensen aan boord het leven. Deze ramp betekende samen met die van de Pacific de ondergang van de Collins Line.

## Ramp
Op 21 september was de Arctic vertrokken met 147 eersteklas passagiers, 86 tweedeklas en 135 bemanningsleden. Zes dagen na het vertrek, zo'n 60 mijl van Cape Race, kwam het schip in een dichte mist. Het beleid van Collins was om bij mist zo snel mogelijk door te varen om de mist te ontlopen. Deze lichtzinnigheid kwam Collins zwaar te staan. Plotseling dook een klein Frans stoomscheepje op uit de mist. De Arctic kon door zijn hoge snelheid niet meer uitwijken, en de Vesta boorde zich met zijn ijzeren romp diep in de houten romp van de Arctic. Langs drie gaten onder de waterlijn gutste het water binnen.
De bemanning van de Vesta dacht dat hun schip zinkende was en wilde zo snel mogelijk beginnen met de evacuatie naar de Arctic. Maar de Arctic was er nog erger aan toe. Met drie gaten onder de waterlijn waar inderhaast zeildoeken over werden geworpen, zette men koers naar Cape Race. De snelheid van het schip versnelde echter het binnenstromen van het water. Na vier uur varen liep de machinekamer onder en stopten de grote schepraderen met ronddraaien.

## Schip verlaten
De eerste sloepen die het schip wilden verlaten, sloegen door het harde weer te pletter tegen de romp. Van de andere werd niets meer vernomen. Slechts twee bootjes bereikten Newfoundland met respectievelijk 31 bemanningsleden en 14 passagiers. Kapitein Luce en nog 15 andere personen klampten zich vast aan een stuk wrakhout. Weer en wind spoelden iedereen eraf tot er nog maar 3 mannen op stonden. Ze werden uiteindelijk gered door de Cambria. Op een ander stuk hadden nog 72 mannen en 4 vrouwen een toevlucht gevonden. Uiteindelijk bleef er nog maar één man over, die later gered werd door een voorbijvarend schip.
De conclusie was verschrikkelijk. Onder de 46 geredden was geen enkele vrouw of kind. De meeste mensen kozen nu voor de Cunard Line, en in 1858 ging de Collins Line failliet.